# Верхнеолонецкий
Верхнеолонецкий (карел. Ülä-Anus) — посёлок в составе Коткозерского сельского поселения Олонецкого национального района Республики Карелия.

## Общие сведения
Расположен на северо-восточном берегу озера Ворузъярви, в 65 км к северо-востоку от Олонца, в 2 км от автотрассы Р21 (E 105).
Известен с XIX века как деревня Лисья Сельга в составе Коткозерской волости Олонецкого уезда. После окончания Советско-финской войны (1941—1944) был построен посёлок лесозаготовителей.
Сохраняется памятник истории — могила неизвестного солдата (1941—1944).
В 2009 году построен православный храм во имя святого блаженного Фаддея Петрозаводского.

## Население
Численность населения в 1959 году составляла 900 чел.
| 2002 | 2009 | 2010 | 2013 |
| ---- | ---- | ---- | ---- |
| 443  | ↘432 | ↘327 | ↘321 |

## Памятники природы
В 5 км на юго-запад от посёлка расположен государственный региональный болотный памятник природы — Болото у озера Волгиеламби площадью 278,4 га, эталонная болотная система, ценный ягодник клюквы и морошки.

## Улицы
- ул. Гористая
- ул. Каменистая
- ул. Лесная
- ул. Молодёжная
- ул. Новая
- ул. Октябрьская
- ул. Школьная